# Nuno Ribeiro
Pour les articles homonymes, voir Nuno Ribeiro (homonymie) et Ribeiro.
Nuno Ribeiro, né le 9 septembre 1977 à Sobrado (Valongo) (pt), est un coureur cycliste portugais. Il a notamment remporté le Tour du Portugal en 2003. Vainqueur du cette course en 2009, il a été déchu de ce titre en raison d'un contrôle antidopage positif à l’EPO CERA qui lui a également valu deux ans de suspension. Il est actuellement manageur général de l'équipe W52-Quinta da Lixa.

## Biographie
Nuno Ribeiro commence sa carrière professionnelle en 2000 dans l'équipe Barbot-Torrie. Vainqueur d'étapes sur le Tour du Portugal du futur, il est recruté en 2003 par LA-Pecol. Il remporte cette année-là le Tour du Portugal après y avoir gagné la première étape de montagne. 
En octobre 2004, il s'engage pour 2005 dans l'équipe espagnole Liberty Seguros en compagnie de Sérgio Paulinho. Alors qu'il doit participer au Tour d'Italie, il en est exclu à la veille du départ après qu'un contrôle sanguin eut révélé un hématocrite supérieur à 50 %, puis licencié par son équipe. De retour dès le mois de juillet chez LA Aluminios-Liberty Seguros, il participe au Tour du Portugal en août.
En 2008, il remporte le Grand Prix International CTT Correios de Portugal. 
En 2009, il remporte son second Tour du Portugal après s'être montré le plus fort dans les étapes de montagne. Le 18 septembre 2009, il est provisoirement suspendu par l'UCI pour avoir été contrôlé positif  le 3 août 2009 à l'EPO CERA avant le départ du Tour du Portugal qu'il a remporté. Le 24 juillet 2010, Nuno Ribeiro est déchu de sa victoire au Tour du Portugal 2009 et est suspendu deux ans par la Fédération portugaise de cyclisme.
De nouveau autorisé à courir, il intègre en 2012 la formation portugaise Efapel-Glassdrive.
Il est manager général de l'équipe continentale W52-Quinta da Lixa depuis 2015.

## Palmarès
- 2000
  - 3e étape du Tour du Portugal de l'Avenir
- 2001
  - Prologue, 4e et 5e étapes du Tour du Portugal de l'Avenir
- 2002
  - Grand Prix Abimota :
    - Classement général
    - 1re étape
- 2003
  - Tour du Portugal :
    - Classement général
    - 5e étape

  - 2e du champion du Portugal sur route
- 2004
  - 3e étape du Tour de Trás-os-Montes et Haut Douro
  - 2e du Tour de Trás-os-Montes et Haut Douro
  - 2e du champion du Portugal sur route
  - 3e du Tour du Portugal
- 2008
  - Tour de Trás-os-Montes et Haut Douro :
    - Classement général
    - 3e étape

  - Classement général du Grand Prix International CTT Correios de Portugal
  - 7e étape du Tour du Portugal
- 2009
  - Tour du Portugal :
    - Classement général
    - 9e étape

  - 2e de la Subida al Naranco
  - 3e du GP Paredes
- 2014
  - 3e du Grand Prix Liberty Seguros

## Classements mondiaux
| Année           | 2005 | 2006 | 2007 | 2008 | 2009 | 2010 | 2011 | 2012 | 2013 | 2014 |
| --------------- | ---- | ---- | ---- | ---- | ---- | ---- | ---- | ---- | ---- | ---- |
| UCI Asia Tour   | 157e |      |      |      |      |      |      |      |      |      |
| UCI Europe Tour |      | 273e | 553e | 105e |      |      |      | 832e | 923e | 928e |